# Marie-Christine Chauvin
Pour les articles homonymes, voir Chauvin.
Marie-Christine Chauvin, née le 20 novembre 1954, est une femme politique française. Membre du parti Les Républicains, elle est sénatrice du Jura depuis 2017.

## Biographie
Elle est maire de Chaux-Champagny de 2001 à 2017. Elle est membre de la communauté de communes Arbois, Poligny, Salins – Cœur du Jura.
Elle est élue conseillère générale du canton de Salins-les-Bains lors des cantonales de 2001 et est réélue en 2008.
En mars 2015, elle est élue conseillère départementale du canton d'Arbois en tandem avec René Molin,,,,. Elle est nommée 6e vice-présidente du conseil départemental du Jura, chargée de la culture et du tourisme.
Elle est la présidente de la régie Chalain-Vouglans.
Elle est la présidente du comité départemental du tourisme.
Elle est la suppléante du sénateur Gilbert Barbier de 2011 à 2017.
Le 24 septembre 2017, elle est élue sénatrice du Jura,,,,,,.